# V.S.O.P. (album)
V.S.O.P. je dvojni album v živo ameriškega jazzovskega klaviaturista Herbieja Hancocka, pri snemanju katerega so sodelovali V.S.O.P. kvintet (Hancock, Freddie Hubbard, Wayne Shorter, Ron Carter in Tony Williams), Mwandishi sekstet in malenkost spremenjena zasedba The Headhunters z Benniejem Maupinom in Paulom Jacksonom.

## Sprejem
Recenzor spletnega portala AllMusic, Richard S. Ginell, je v retrospektivni recenziji zapisal: »V.S.O.P. je pomemben album v zgodovini jazza, čeprav ne na način kot je bil namenjen. George Wein je na Newport Jazz Festivalu 1977 organiziral retrospektivni koncert Herbieja Hancocka, na katerem so nastopile tri zasedbe iz Hancockove preteklosti in sedanjosti - Miles Davis Quintet s Freddiejem Hubbardom namesto nerazpoloženega Milesa Davisa, Mwandishi sekstet in Hancockova takratna trenutna skupina (The Headhunters). Kot se je pozneje izkazalo, je največ pozornosti pritegnila obuditev Milesovega kvinteta, kar je vodilo do novih turnej skupine, ki je inspirirala celo generacijo mlajših glasbenikov, da se je od elektronike obrnila k akustičnem jazzu. To ni izkupiček, s katerim bi Hancock bil zadovoljen, vendar je težko zanikati, da on, Hubbard, Shorter, Carter in Williams niso zveneli sijajno drug z drugim ter igrali v prostem teku v post-bop stilu, katerega nihče od njih ni igral že več let. Koncert se je izkazal tudi za poslovilni koncert Hancockovega Mwandishi seksteta. Ta skupina je dejansko naredila najbolj privlačno in pustolovsko glasbo tistega večera, s trobentačem Eddiejem Hendersonom, ki je postavil bolj kredibilno izjavo o Milesovem jedrnatem idiomu, kot pred njim Hubbard. Sekstet je izvedel le dve skladbi: »Toys« in »You'll Know When You Get There«. Škoda je, da niso izvedli še kakšno. Dvojna plošča se zaključi z nekoliko razočarajočim jazz-funk setom s strani naslednice skupine The Headhunters z Benniejem Maupinom in Paulom Jacksonom kot nadaljevalcema. Skupina ni povsem dvignila temperature ali stopnje kompleksnosti tako visoko kot prejšnje Hancockove izvedbe jazz-funka.«

## Seznam skladb
| A stran | A stran              | A stran        | A stran |
| Št.     | Naslov               | Pisec          | Dolžina |
| ------- | -------------------- | -------------- | ------- |
| 1.      | „Piano Introduction‟ |                | 4:33    |
| 2.      | „Maiden Voyage‟      | Herbie Hancock | 13:18   |
| 3.      | „Nefertiti‟          | Wayne Shorter  | 5:17    |

| B stran | B stran                                        | B stran | B stran |
| Št.     | Naslov                                         | Pisec   | Dolžina |
| ------- | ---------------------------------------------- | ------- | ------- |
| 1.      | „Introduction of Players/Eye of the Hurricane‟ | Hancock | 18:35   |

| C stran | C stran                          | C stran | C stran |
| Št.     | Naslov                           | Pisec   | Dolžina |
| ------- | -------------------------------- | ------- | ------- |
| 1.      | „Toys‟                           | Hancock | 14:00   |
| 2.      | „Introductions‟                  |         | 1:47    |
| 3.      | „You'll Know When You Get There‟ | Hancock | 7:00    |

| D stran | D stran                 | D stran                               | D stran |
| Št.     | Naslov                  | Pisec                                 | Dolžina |
| ------- | ----------------------- | ------------------------------------- | ------- |
| 1.      | „Hang Up Your Hang Ups‟ | Hancock, Paul Jackson, Wah Wah Watson | 11:54   |
| 2.      | „Spider‟                | Hancock, Jackson, Watson              | 10:12   |

## Osebje
| A1 - Herbie Hancock – klavir A2-B1 - Herbie Hancock – klavir - Ron Carter – bas - Tony Williams – bobni - Wayne Shorter – sopranski saksofon, tenorski saksofon - Freddie Hubbard – trobenta, krilovka C1-C3 - Herbie Hancock – električni klavir, Fender Rhodes, clavinet - Buster Williams – bas - Billy Hart – bobni - Eddie Henderson – trobenta, krilovka, zvočni efekti - Bennie Maupin – altovska flavta - Julian Priester – tenorski trombon, basovski trombon | D1-D2 - Herbie Hancock – električni klavir, Fender Rhodes, clavinet, sintetizator - Wah Wah Watson – kitara - Ray Parker, Jr. – kitara - Paul Jackson – bas - James Levi – bobni - Kenneth Nash – tolkala - Bennie Maupin – tenorski saksofon, sopranski saksofon, lyricon - Fred Catero – tonski mojster - David Rubinson – inženir, producent |